# Sebastian Mladen
Sebastian Mladen (n. 11 decembrie 1991, Calafat, Dolj, România) este un fotbalist român, care joacă pe post de fundaș la Panetolikos în Superliga Greacă. Pe plan internațional, are prezențe la națională pentru România Sub-17, România Sub-19 și România Sub-21.
Împrumutat de la AS Roma, a debutat ca senior la Chindia Târgoviște, în sezonul 2011-2012, echipă pentru care a jucat de 20 de ori, fără să reușească să înscrie vreodată. Sezonul 2012-2013 l-a regăsit în echipamentul echipei Viitorul Constanța, echipă pentru care a jucat tot de 20 de ori. 
În sezonul 2013 - 2014, Roma l-a împrumutat la echipa portugheză Olhanense, având în tricoul acestei echipe 16 apariții. Din 2014 și până în prezent, jucătorul se află în continuare împrumutat, dar de această dată la echipa italiană F.C. Südtirol, ce evoluează în Lega Pro.
Pentru echipa națională a României a jucat de 14 ori și anume: pentru naționala România U17 - 3 meciuri; pentru România U19 - 6 meciuri; pentru naționala U21 -  meciuri.
În întreaga sa carieră, Sebastian Mladen, n-a reușit să marcheze vreodată într-un meci oficial, nici la echipele de club și nici la loturile naționale.
Sebastian Mladen este un produs al Școlii de Fotbal „Gică Popescu".
Pe site-ul de specialitate „Transfermarkt", jucatorul este cotat în prezent la 200.000 euro, vârful de cotă fiind atins în 2012, valorând la acea vreme 400.000 euro.

## Legături externe
- Profil la RomanianSoccer.ro
- Profilul lui Sebastian Mladen pe Soccerway